# Championnat de Malte de football 1956-1957
Navigation
Saison précédente Saison suivante
La saison 1956-1957 de First Division Maltaise était la quarante-deuxième édition de la première division maltaise.
Lors de cette saison, le Sliema Wanderers FC a conservé son titre de champion face aux sept meilleurs clubs maltais lors d'une série de matchs se déroulant sur toute l'année.
Les huit clubs participants au championnat ont été confrontés à deux reprises aux sept autres.
Le Sliema Wanderers FC a été sacré champion de Malte pour la quinzième fois.

## Les huit clubs participants
| Club                | Stade             | Capacité | Ville      |
| ------------------- | ----------------- | -------- | ---------- |
| Birkirkara-Luxol    | Infetti Ground    | 2 000    | Birkirkara |
| Floriana FC         | -                 | -        | Floriana   |
| Hamrun Spartans     | Victor Tedesco    | 6 000    | Hamrun     |
| Paola Hibernians FC | Hibernians Ground | 8 000    | Paola      |
| Marsa FC            | -                 | -        | Marsa      |
| Rabat FC            | -                 | -        | Rabat      |
| Sliema Wanderers FC | Guze Fava Ground  | 4 000    | Sliema     |
| La Vallette FC      | -                 | -        | La Valette |

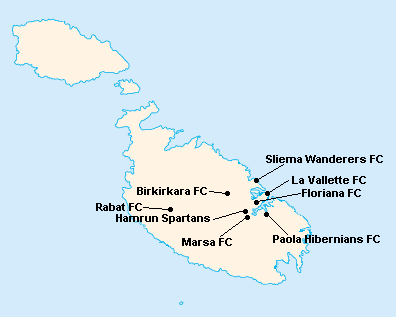
Localisation des clubs engagés dans le championnat.

L'île de Malte étant relativement petite, les clubs évoluent tous au stade National Ta'Qali (17 400 places). Certain cependant ont leur propre enceinte qu'ils peuvent éventuellement utiliser.

## Compétition

### Classement
| Rang | Équipe                  | Pts | J  | G  | N | P | Bp | Bc | Diff |
| ---- | ----------------------- | --- | -- | -- | - | - | -- | -- | ---- |
| 1    | Sliema Wanderers FC (T) | 26  | 14 | 12 | 2 | 0 | 43 | 6  | +37  |
| 2    | La Vallette FC          | 20  | 14 | 9  | 2 | 3 | 29 | 15 | +14  |
| 3    | Floriana FC (C)         | 19  | 14 | 9  | 1 | 4 | 31 | 17 | +14  |
| 4    | Hamrun Spartans         | 13  | 14 | 5  | 3 | 6 | 14 | 16 | -2   |
| 5    | Rabat FC                | 10  | 14 | 4  | 2 | 8 | 17 | 34 | -17  |
| 6    | Birkirkara FC           | 9   | 14 | 2  | 5 | 7 | 17 | 26 | -9   |
| 7    | Paola Hibernians FC     | 9   | 14 | 3  | 3 | 8 | 13 | 21 | -8   |
| 8    | Marsa FC (P)            | 6   | 14 | 1  | 4 | 9 | 14 | 43 | -29  |

| Légende : Qualifications et relégations | Légende : Qualifications et relégations                                                     |
| --------------------------------------- | ------------------------------------------------------------------------------------------- |
|                                         | Relégation en Second Division Maltaise                                                      |
|                                         | (T) : Tenant du titre 1955-1956 (P) : Promu en 1955-1956 (C) : Vainqueur du Trophée Rothman |

## Bilan de la saison
| Tableau d'Honneur       |                     |
| Compétition             | Vainqueur           |
| First Division Maltaise | Sliema Wanderers FC |
| Trophée Rothman         | Floriana FC         |

| Promotions et relégations            |                 |
| Relégués en Second Division Maltaise | Marsa FC        |
| Promus de Second Division Maltaise   | St. George's FC |